# Inktlap
Een inktlap bestaat uit een aantal op elkaar genaaide lapjes zeemleer, katoen of ander fijngeweven materiaal, waarmee men tot ver in de jaren zeventig een indoop-pen (bijvoorbeeld een kroontjespen) of vulpen placht schoon te maken. Na het schrijven werd de pen schoongemaakt met de inktlap. Als een van de lapjes vol zat met inkt, werd het volgende lapje gebruikt.
- Vormen: rond, vierkant of (onregelmatige) figuren.
- Materiaal: lapjes van soepel zeemleer of oude, gewassen materialen zoals lakens, zakdoeken (als het maar inkt opneemt).
- Gebruik: de inktlap hoorde indertijd tot de standaard-uitrusting van de scholier (basisschool en middelbare school).

Ze werden met een kartelschaar soms in een leuke vorm geknipt en daarna opgestapeld en vastgenaaid (een knoop aan de bovenkant in het midden of in een van de hoeken). In latere jaren kregen de inktlappen een plastic bovenvel en ondervel, zodat de nog vochtige inkt van de inktlap geen schade kon aanrichten in het opbergvak van een schoolbank, in een etui of in een vakje van een schooltas.
Na verloop van tijd was de inktlap te vies geworden, en moest je 'm uitwassen met zachte zeep (als je zuinig was), of een nieuwe gaan gebruiken.